# 長良川の戦い
長良川の戦い（ながらがわのたたかい）は、1556年（弘治2年）4月に斎藤道三とその長男・斎藤義龍との間で美濃国（現・岐阜県）の長良川にて行われた合戦である。

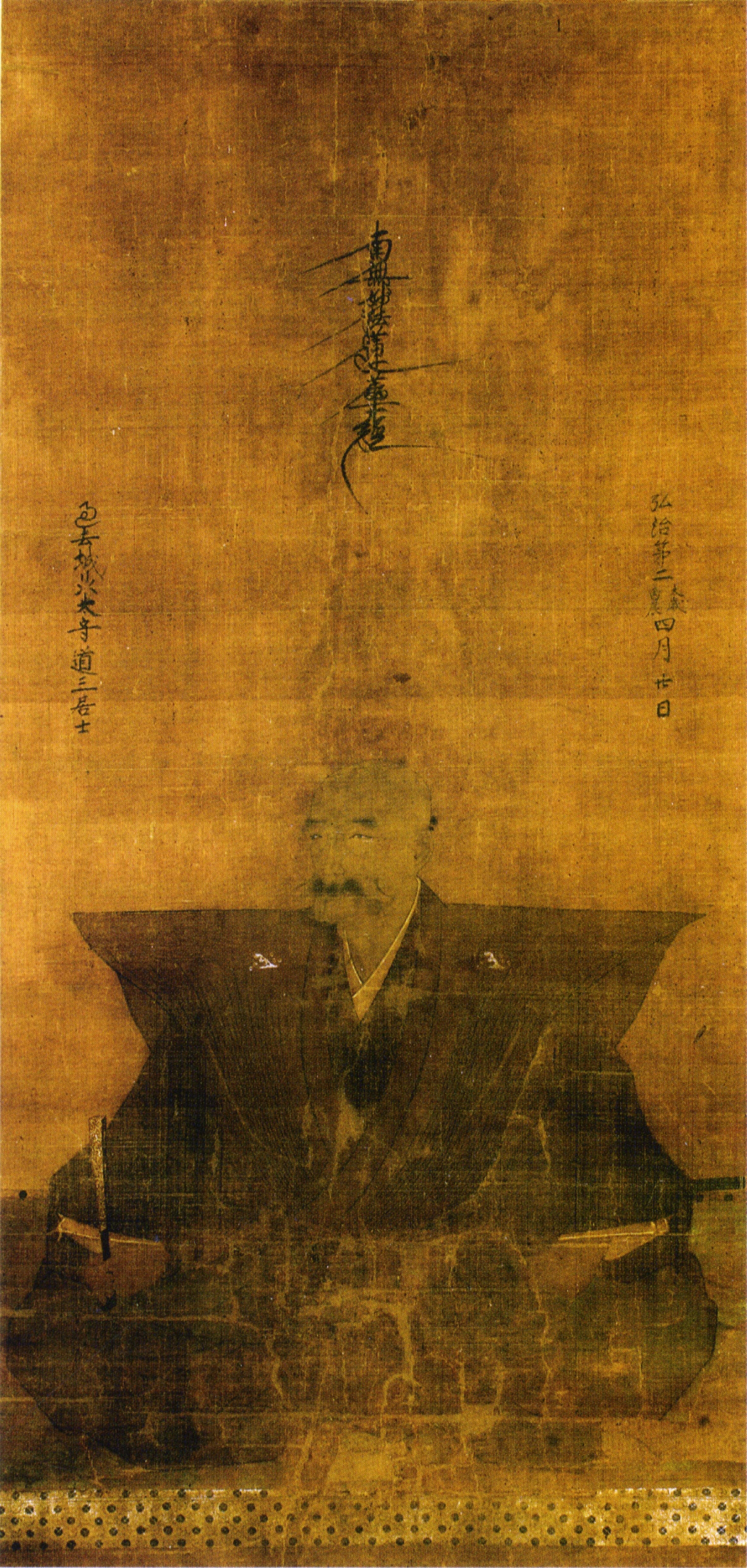
美濃国主・斎藤道三

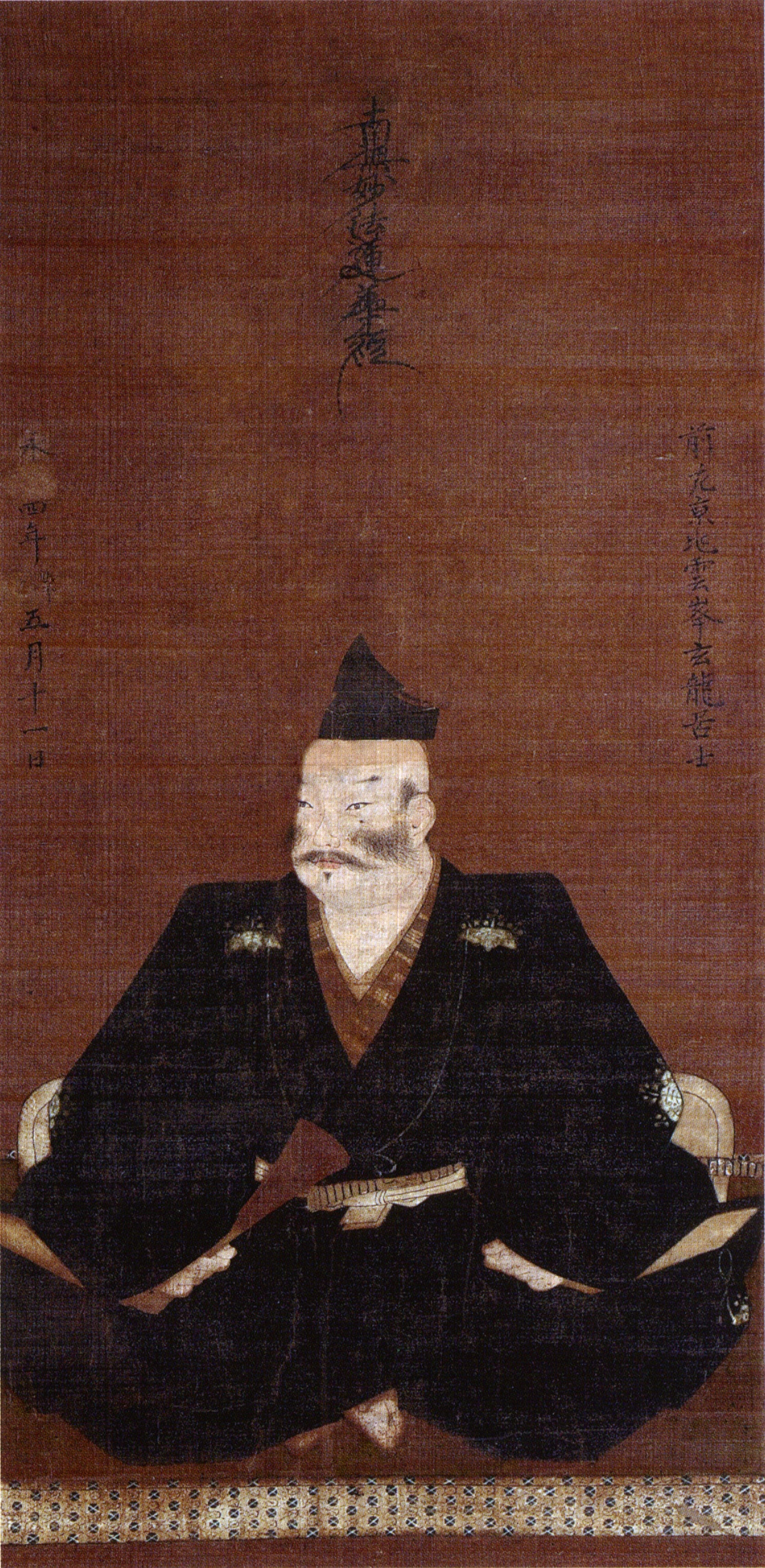
道三の長男（側室の子）・斎藤義龍

## 合戦の原因
1542年（天文11年）名門土岐氏に替わって美濃の国主となった斎藤道三は、1554年（天文23年）に長男（庶長子）・義龍に国を譲り隠居した。しかし、道三はしだいに義龍を「耄（おいぼれ）者」と考えるようになり、その弟の孫四郎と喜平次を「利口者」だからと溺愛し、三男の喜平次には「一色右兵衛大輔」と名乗らせた。長兄の義龍を差し置いて名門一色氏の姓と官途を与え、さらに2人の弟は奢り高ぶり義龍を侮るようになったため、道三と義龍の不仲は深刻なものとなった。弘治元年（1555年）10月、義龍は病に臥せる振りをして奥へと籠った。道三が自身を廃嫡し、寵愛する2人の弟いずれかを跡継ぎにするのではないかと考えた義龍は、対抗手段を取ろうと策をめぐらした。

## 開戦まで
翌11月22日、道三が山下（麓の井口）の私邸に出向いた隙に義龍は動いた。2人の弟（喜平次、孫四郎）のもとに叔父・長井道利を使わせ、「自分は重病であり、時を待つのみである。会って一言申し上げたいの入来されたい」と自分の傍に二人の弟を呼び寄せた。道利が一計を図り、まず次の間で道利が刀を置いた。それに倣い、2人にも刀を置かせた。対面の席で酒を振る舞い、酔わせてから寵臣の日根野弘就が太刀で殺害した。なお、2人の弟を謀殺した義龍は山下の道三に使者を送り、その顛末を自ら道三に伝えた。道三は驚き、急ぎ兵を集め城下の町を焼き払い逃走した。
道三は長良川を超えると山県の大桑城にまで逃れた。翌年の雪解けとともに情勢は緊迫し、春にはついに合戦を行う事態となった。

## 戦闘と結果

### 長良川の戦い
4月18日、初め道三は鶴山へと布陣した。道三の娘婿である尾張の織田信長も、木曽川・飛騨川を舟で越えて大良（岐阜県羽島市）の戸島・東蔵坊で陣所を構えた。そして同月20日辰の刻、義龍軍が長良川南岸に動いたのに応じ、道三軍は鶴山を下りて長良川北岸に移動し、ここで両者は激突した。
なお、道三が国主となるまでの経緯もあって、重臣の西美濃三人衆をはじめ家中の大半は義龍を支持した。義龍軍17500余名に対し、道三が動員できたのは2700余名と義龍軍が優勢であった。
合戦は義龍軍の先手・竹腰道鎮の５０００による突撃で始まった。竹腰勢は円陣を組んで長良川を押し渡り、道三の本陣へと迫り、旗本に斬りかかった。乱戦となったが、道三の指揮で竹腰勢は敗走し、旗本により道鎮は討ち取られた。それを見た義龍は、自ら旗本を率いて川を越え陣を固めた。この時、義龍勢の中から長屋甚右衛門が一騎討ちを挑み、道三軍の柴田角内がそれに応じた。勝負は柴田が長屋の首を挙げたことにより決すると、両軍とも全軍に突撃を命じた。
道三は緒戦こそ優勢に戦いを進めるものの兵力では劣り、道三の前に義龍勢が押し寄せてきた。道三勢が崩れて、長井忠左衛門道勝が生け捕りにして義龍の前へ引き据えようと突進して道三に組み付き、もみ合っていたところへ小牧源太が道三の脛を薙ぎ、首を斬り落とした。これに忠左衛門は激怒したが、後の証拠として道三の鼻を削ぎ懐に収め、その場は退いた。これにより、合戦は終わりを迎えた。なお、信長は自ら殿軍として出向いていたものの、合戦には間に合わなかった。

### 戦後
首実検を行い、その場所に道三の首が運ばれてきた。このとき義龍は「我が身の不徳より出た罪」と出家し、これ以後「はんか（范可/飯賀）」と名乗った。これは唐の故事で、止むを得ない事情により父親を殺した者の名とされてきた（『信長公記』）。しかしながら、義龍は弘治元年12月に「范可」と署名した禁制を美江寺に与えている。道三と戦う前から范可と称しているのであるから、これは作者太田牛一の創作である。

## その後

### 大良河原での戦い
長良川での勝利で士気の上がった義龍軍は、首実検を終えたあと大良口の信長の陣所にも兵を差し向けた。両軍は大良の河原で激突し、信長側は山口取手介と土方彦三郎（雄久の父）が討ち死にし、森可成は義龍軍の千石又一と渡り合い馬上で膝を斬られて退いた。彼らの犠牲は撤退の時間稼ぎに役立った。
この状況の中で信長に道三討ち死にの報が伝わっていたので信長はまず雑人・牛馬を後方に下げると「殿（しんがり）は信長が引き受ける」と言い、全ての兵を川を渡って退かせ、信長自身は舟一艘で川に残った。義龍軍の騎馬がいくらか川端まで駆けて来ると、信長は鉄砲を撃った。騎馬武者は渡河を断念し、信長は退却することができた。

### 尾張への影響
斎藤道三の死は、隣国尾張にも影響した。尾張上四郡を支配する「岩倉織田家」当主・織田伊勢守信安は斎藤義龍と呼応し、清洲近くの下之郷の村に放火した。これに対し、信長は岩倉織田家の領地に攻め入り、岩倉付近の領地を焼き払った。一方、尾張下四郡を支配する「勝幡織田家」（弾正忠家）の家中にも、義龍や信安と呼応して信長から離反し弟・信行（信勝）を擁しようとする不穏な動きがあり、やがてこれは勝幡織田家の家督争いへと発展していく。

### 道三死後の美濃
父・斎藤道三を討ち果たした斎藤義龍であったが、その5年後の1561年に急死した。
家督は義龍の子・斎藤龍興が継ぐが、尾張の織田信長の美濃侵攻により没落して美濃を追われ、後に越前の朝倉氏のもとに身を寄せて信長に反抗を続けるも、刀根坂の戦いにおいて戦死したという。ただし、龍興には複数の生存説がある。
織田家では濃姫の弟・斎藤利治が美濃斎藤氏を継承し、兄である斎藤利堯も重臣となった。

## 備考

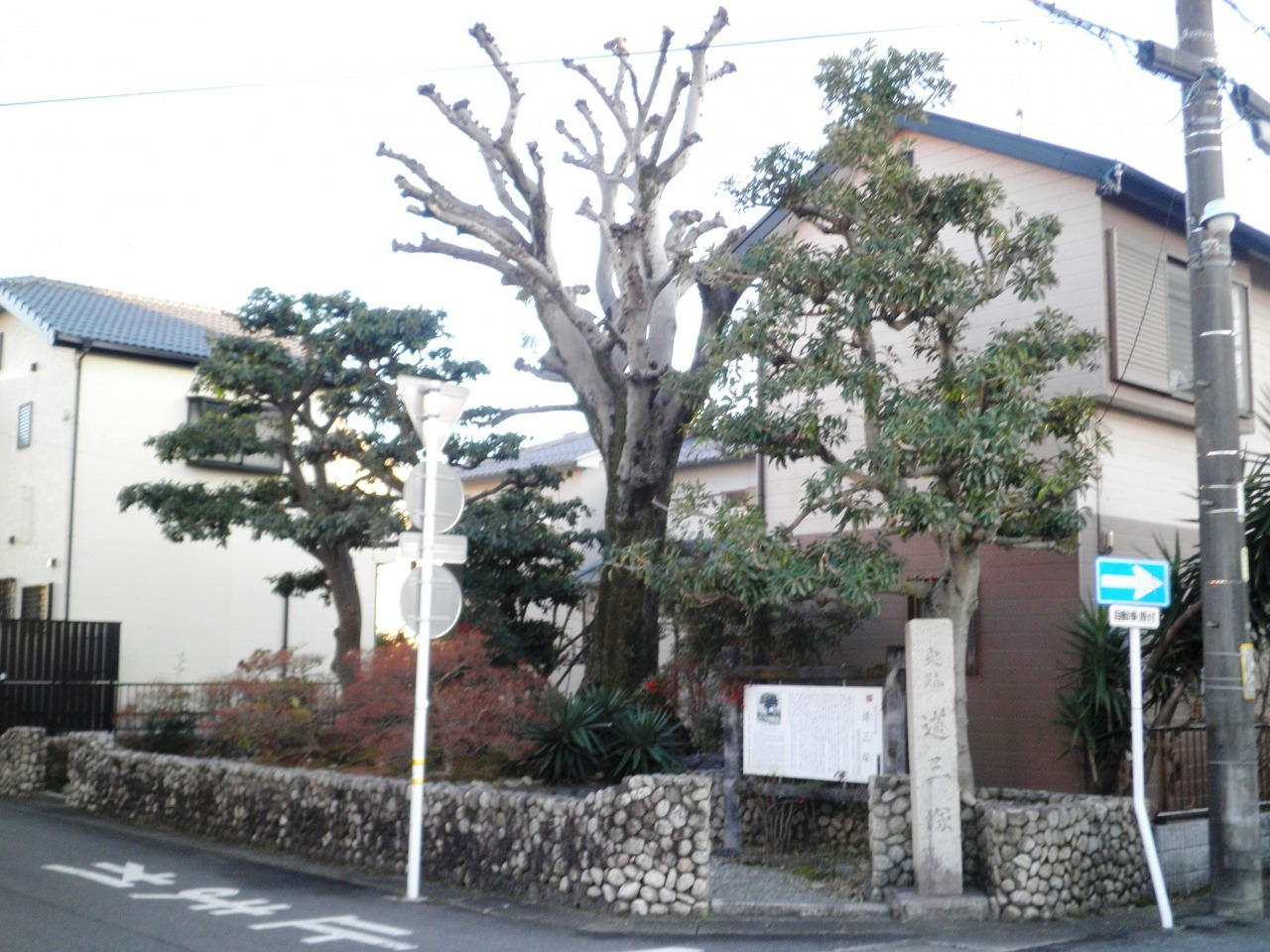
道三塚。長良川氾濫のため、当初の場所から移動している。岐阜市指定史跡。

俗説として義龍の実父は道三によって美濃を追われた前守護土岐頼芸とする説があるが、江戸時代に編纂された『美濃国諸家系譜』の記述が出典であるため不明。また、近年勝俣鎮夫によって唱えられた説では、道三は重臣との対立によって義龍を擁した重臣達によって当主の地位を追われたため、義龍とそれを支持する重臣達を排除するためにこの戦いを起こしたとされている。
以前は『信長公記』の記述により、道三が最初に本陣を置いたのは鷺山城と考えられていたが、現在は鶴山に置いたという説が有力とされる。
この合戦で明智氏は道三に与したため、義龍により居城の明智城を攻められ、辛うじて脱出した明智光秀は流浪の生活が始まったとする説がある。
道三は、元家臣の長井忠左衛門・小牧道家（源太）・林主水らの追跡をうけ、くみつかれて脛を斬りつけられ、鼻を削がれた。元家臣の小牧道家（源太）により、道三塚へ手厚く葬られた。
援軍に来た織田軍は間に合わず、斎藤利治（道三の末子）らの道三残存軍と合流し撤退を開始したが、斎藤軍の追撃を受けた。信長自ら殿軍をし最新の鉄砲を使い追撃を振り切り、その日のうちに撤退した。
長良川で対陣している最中に、道三は信長への「美濃国譲り状」を記した。